# Área metropolitana de Düsseldorf
El área metropolitana de Düsseldorf consiste en la ciudad de Düsseldorf y en una serie de localidades menores de la Región de Düsseldorf, en el estado federado de Renania del Norte-Westfalia (Alemania). 
En total, el área metropolitana de Düsseldorf se extiende por una superficie de 780 km² y cuenta con una población de 1,31 millones de habitantes, de los cuales 28 y 44% corresponden a la ciudad de Düsseldorf, respectivamente. Tiene una densidad de población de 1687 hab/km².
Esta área metropolitana forma parte de la macrorregión urbana conocida como la Región Rin-Ruhr.

## Composición
El área metropolitana de Düsseldorf se compone de las ciudades de Düsseldorf, Neuss y Solingen y de 9 pequeñas ciudades y municipios ubicados a su alrededor, como se muestra en la tabla siguiente.
| Distrito                                           | Municipio o ciudad | Superficie (en km²) | Población(1) |
| -------------------------------------------------- | ------------------ | ------------------- | ------------ |
| Renania del Norte-Westfalia / Región de Düsseldorf |                    |                     |              |
| —                                                  | Düsseldorf         | 217,00              | 577.505      |
| —                                                  | Solingen           | 89,45               | 162.948      |
| Distrito de Mettmann                               | Ratingen           | 88,72               | 92.152       |
| Distrito de Mettmann                               | Erkrath            | 26,89               | 47.205       |
| Distrito de Mettmann                               | Mettmann           | 42,52               | 39,778       |
| Distrito de Mettmann                               | Hilden             | 25,96               | 56.326       |
| Distrito de Mettmann                               | Haan               | 24,22               | 29.411       |
| Distrito de Mettmann                               | Langenfeld         | 41,10               | 58.947       |
| Distrito de Mettmann                               | Monheim am Rhein   | 23,10               | 43.587       |
| Distrito de Rhein-Neuss                            | Neuss              | 99,48               | 151.626      |
| Distrito de Rhein-Neuss                            | Kaarst             | 37,48               | 42.269       |
| Distrito de Rhein-Neuss                            | Meerbusch          | 64,37               | 54.180       |
| TOTAL                                              | TOTAL              | 780,29              | 1.316.196    |

- (1) - Datos del 31.12.2006, tomados del informe estadístico de población del Landesamt für Datenverarbeitung und Statisktik Nordrhein-Westfalen

## Comparación
En esta tabla se muestran las diez principales áreas metropolitanas de Alemania. El área metropolitana de Düsseldorf ocupa el octavo puesto.
| N.º | Área metropolitana | Superficie (en km²) | Población (en millones) |
| --- | ------------------ | ------------------- | ----------------------- |
| 1   | Región del Ruhr    | 3.484               | 5,036                   |
| 2   | Berlín             | 2.284               | 4,070                   |
| 3   | Colonia            | 3,844               | 3,044                   |
| 4   | Hamburgo           | 2.087               | 2,550                   |
| 5   | Múnich             | 1.319               | 1,944                   |
| 6   | Fráncfort          | 1.415               | 1,756                   |
| 7   | Stuttgart          | 1.344               | 1,745                   |
| 8   | Düsseldorf         | 780                 | 1,316                   |
| 9   | Núremberg          | 1.006               | 1,044                   |
| 10  | Hanóver            | 1.519               | 1,002                   |

- Datos: Q6173927